# Quetzalcoatl
Quetzalcōātl ('pernata zmija') na jeziku astečkog naroda Nahuatl naziv je za pernato zmijoliko božanstvo antičke srednjoameričke kulture. Prema srednjoameričkom mitu, Quetzalcoatl je također i mitski heroj od kojeg potječu gotovo svi srednjoamerički narodi. U tim mitovima on je često opisivan kao božanski vođa Tolteka iz Tollana, koji su nakon protjerivanja iz Tollana putovao na jug ili istok u potrazi za novim gradovima i kraljevstvima. Mnoge različite mezoameričke kulture, kao što su npr. civilizacija Maya, K'iche, Pipil, Zapoteci, tvrde da su jedini pravi potomci Quetzalcoatla, a time i mitskih Tolteka.

## Prošlost i porijeklo
Ime Quetzalcoatl doslovno znači "quetzal zmija". Na jeziku Nahuatl riječ quetzalli znači "dugo zeleno pero", ali kasnije se odnosio i na pticu od koje potječe to perje: blistavog quetzala. Perje quetzala bila su rijetka i dragocjena roba u astečkoj kulturi. Tako je kombinacija quetzalli, "dragocjenog pera",  i coatl, "zmije", često bila interpretirana kao oznaka za zmiju s perjem ptice quetzala. Lokalno značenje u drugim srednjoameričkim jezicima je jednako. Civilizacija Maya s Yucatana poznavala ga je kao Kukulk'an; K'iche-Maya iz Gvatemale kao Guk'umatz, a oba imena u prijevodu imaju značenje "pernata zmija".
Božanstvo Pernate Zmije bilo je važno u umjetnosti i religiji u većini zemalja Srednje Amerike gotovo 2000 godina, od predklasične ere sve do vremena španjolskih kolonizatora. Mnoge civilizacije su štovale Pernatu Zmiju, uključujući Olmeke, Mixteke, Tolteke, Asteke, a prihvatili su je od naroda iz Teotihuacana i Maya.
Kult zmije u Srednjoj Americi vrlo je star; postoje prikazi zmija s pticolikim karakteristikama još iz 12. stoljeća prije Krista. Zmija im simbolizira zemlju i vegetaciju, ali u Teotihuacanu (oko 150. g. prije Krista) daju joj i dragocjeno perje quetzala, kao što se može vidjeti u muralima grada. Najrazrađeniji prikaz dolazi iz starog Quetzalcoatlovog Hrama, izgrađenog oko 200. godine prije Krista, na kojem se vidi čegrtuša s dugim zelenim perjem quetzala.
Teotihuacan je posvećen Tlaloku, vodenom bogu, istovremeno kada je i Quetzalcoatl, kao zmija, predstavljao plodnost zemlje, te je bio podređen Tlaloku. Kako se kult razvijao, tako je i božanstvo Quetzalcoatla postalo neovisno o Tlaloku.
S vremenom je Quetzalcoatl postao jedan od bogova i poprimio je njihova obilježja. Quetzalcoatl je često povezivan s Ehecatlom, bogom vjetra, i predstavljao je sile prirode, a također se povezivao i s jutarnjom zvijezdom danicom (Venerom). Quetzalcoatl je postao simbol kiše, božanske vode i vjetrova, a Tlalok je sibolizirao boga zemaljske vode, vode u jezerima, kavernama i rijekama te boga vegetacije. S vremenom, Quetzalcoatl se preobrazio u jednog od bogova stvoritelja (Ipalnemohuani).
Utjecaj Teotihuacana nalazimo kod Maya, koji su ga prisvojili kao Kukulkána. Maye su ga štovali kao biće kroz koje se javljaju bogovi.
U Xochicalcou (700. – 900. g.), političke klase počele su tvrditi da one vladaju u ime Quetzalcoatla te je prezentacija boga postala više u obliku čovjeka. Utjecali su na Tolteke te su toltečki vladari počeli za sebe upotrebljavati naziv Quetzalcoatl. Tolteci su tako predstavljali Quetzalcoatla kao čovjeka s božanskim atributima, a ti atributi bili su također povezani s njihovim vladarima.
Najpoznatiji takav vladar bio je Topiltzin Ce Acatl Quetzalcoatl. Ce Acatl znači "jedna cijev" i to je kalendarsko ime vladara (923. – 947), o kojemu su legende postale gotovo nerazdvojne od božanskih značenja. Tolteci su povezivali Quetzalcoatla s vlastitim bogom, Tezcatlipocom, i stavljali ih u istovremenu poziciju neprijatelja i blizanaca. Legende o Ce Acaltu govore nam o tome da je on smatrao svoje lice ružnim, pa je pustio bradu da ga sakrije, a s vremenom je počeo nositi i bijelu masku. Ova legenda je iskrivljena pa su prikazi Quetzalcoaltla kao čovjeka s bijelom bradom postali učestali.
Nahue su pak legendu o Quetzalcoatlu pomiješali sa svojim legendama. Quetzalcoatl se smatrao začetnikom umjetnosti, pjesništva i svega znanja. Lik Ce Acatla postao je nerazdvojan od lika boga.

## Obilježja
Točna simbolika i obilježja Quetzalcoatla variraju između civilizacija i kroz povijest. Quetzalcoatl se često smatrao bogom jutarnje zvijezde, a njegov brat blizanac Xolotl bogom večernje zvijezde (Venere). Po jutarnjoj zvijezdi bio je poznat i pod imenom Tlahuizcalpantecuhtli, sa značenjem "gospodar zvijezde danice". Smatrao se izumiteljem knjiga i kalendara, davatelj kukuruza ljudskoj vrsti, a ponekad je bio i simbol smrti i uskrsnuća. Quetzalcoatl je također bio i zaštitnik svećenika, a to ime su nosili i visoki svećenici civilizacije Asteka.
Većina srednjoameričkih vjerovanja uključuju cikluse svjetova. Obično je naše, trenutno vrijeme smatrano kao peti svijet, a prethodna četiri uništili su požari i poplave. Quetzalcoatl je navodno otišao u Mictlan, podzemni svijet, i tamo stvorio ljudsku vrstu petog svijeta od kostiju prethodnih rasa (sve to uz pomoć Cihuacoatle), davajući im svoju krv, iz rane na svom penisu, kako bi ispunio kosti životom.
Rođenje njega i njegovog blizanca Xolotla bilo je neuobičajeno; bilo je to djevičansko rođenje božice Coatlicue. S druge strane, Quetzalcoatl je bio sin Xochiquetzale i Mixcoatla.
Prema jednoj astečkoj priči, Quetzalcoatla je zavela Tezcatlipoca tako što ga je napila i navela da provede noć sa svećenicom koja je bila u celibatu, a on se nakon toga sam pokajnički spalio do smrti. Njegovo srce postalo je jutarnja zvijezda (vidi: Tlahuizcalpantecuhtli).